# Van (provincie)
Van (Koerdisch: Wan) is een provincie in Turkije. De provincie is 19.069 km² groot en heeft 979.671 inwoners (2007). De hoofdstad is het gelijknamige Van.

## Geografie
Van is de vijfde provincie qua oppervlakte. Ongeveer de helft van het grondgebied is berg- of heuvelachtig. Zo'n 33% van het grondgebied bestaat uit bosareaal. 

#### Fauna
De Turkse Van, een kattenras, komt oorspronkelijk uit deze provincie.

## Bevolking
Op 31 december 2019 telde de provincie Van 1.136.757 inwoners. De meeste inwoners zijn etnische Koerden.
| Bevolking | onbekend | onbekend | onbekend | onbekend | 325.763 | 468.646 | 637.433 | 877.524 | 1.035.418 | 1.136.757 |

Het vruchtbaarheidscijfer bedroeg in 2017 zo'n 3,17 kinderen per vrouw, een halvering vergeleken met 6 kinderen per vrouw in 2000. Desalniettemin blijft de bevolking jonger dan de rest van Turkije. In 2019 bestond 33,66% van de bevolking uit kinderen jonger dan 15 jaar, terwijl 3,99% van de bevolking uit 65-plussers bestond. Vooral de oostelijke districten, zoals Çaldıran en Özalp, hebben hoge geboortecijfers en een jonge bevolking.

## Bestuurlijke indeling

### Districten
De provincie bestaat uit de volgende 13 districten:
- Van (sinds 2012 opgedeeld)
  - İpekyolu
  - Tuşba

Overige districten
| - Bahçesaray - Başkale - Çaldıran - Çatak | - Edremit - Erciş - Gevaş - Gürpınar | - Muradiye - Özalp - Saray |